# Yul Jabour
Yul Jabour (2 gennaio 1970) è un politico venezuelano, membro del Partito Comunista del Venezuela e deputato dell'Assemblea nazionale dal 2011.